# Aladár Gerevich
Aladár Gerevich (Jászberény, 16 de Março de 1910 - Budapeste, 14 de Maio de 1991) foi um esgrimista húngaro.
Detentor de seis medalhas de ouro olímpicas, é considerado o maior esgrimista de todos os tempos.
Ele conquistou medalhas de ouro na modalidade "sabre" em seis jogos olímpicos consecutivos (recorde ainda não quebrado), mesmo com um hiato de olimpíadas devido a 2ª Guerra Mundial. Juntamente com Birgit Fischer, são os únicos atletas no mundo a ganhar 6 medalhas de ouro numa mesma modalidade. Porém, diferentemente do Aladár, ela conquistou de forma não consecutiva.
Sua esposa, Erna Bogen (também conhecida como Erna Bogathy), seu filho, Pal Gerevich, e seu sogro, Albert Bogen, também são esgrimistas campeões olímpicos.
O asteroide 228893 Gerevich, descoberto por Krisztián Sárneczky e Brigitta Sipőcz na estação de Piszkéstető em 2003, foi nomeado em sua memória.